# Coendou rothschildi
El puercoespín de Rothschild (Coendou rothschildi) es una especie de roedor de la familia Erethizontidae.

## Taxonomía
Mammal Species of the World considera a Coendou rothschildi como una especie válida y endémica de Panamá, pero afirma que posiblemente sea una subespecie del puercoespín bicolor (Coendou bicolor). La Unión Internacional para la Conservación de la Naturaleza incluye la especie como sinónimo del puercoespín andino (Coendou quichua), y afirma que su distribución es Colombia y Ecuador.

## Distribución geográfica
Se considera endémica de Panamá. Se encuentra además en los Andes del norte de Ecuador y Colombia.